# Бесєдов Ісак Малахійович
Ісак Малахійович Бесєдов (нар. 30 травня 1870, місто Старий Бихов, тепер місто Бихов Могильовської області, Білорусь — 1925, місто Кам'янське, тепер Дніпропетровської області) — радянський діяч, революціонер, робітник-металіст, перший «червоний директор» Дніпровського металургійного заводу Дніпропетровської області.

## Біографія
Закінчив трирічний курс народного училища у місті Старому Бихові. Працював електромонтером у Могильові.
З 1905 року — у революційному русі, член РСДРП(б).
У 1906 році переїхав у робітниче селище Кам'янське Катеринославської губернії, де працював на металургійному заводі. Брав активну участь в організації страйків на заводі, за що був заарештований 27 березня 1906 року царською поліцією. 6 червня 1906 року був звільнений з-під арешту під заставу в 300 крб., а 8 липня 1908 року справа проти Бесєдова була закрита за недостатністю доказів.
Продовжував працювати на Дніпровському металургійному заводі, займався нелегальною революційною діяльністю. Був одним із організаторів і членів правління лікарняної каси, яку більшовики використовували для партійної пропаганди. Знаходився під таємним наглядом поліції, у нього регулярно проводили обшуки, його неодноразово арештовували. У 1913 році входив до групи «ліквідаторів» у РСДРП.
Був одним із організаторів квітневого страйку 1916 року на Дніпровському заводі. Страйк був придушений, більше 300 робітників відправлено на фронт, організаторів та керівників страйку, у тому числі і Бесєдова, арештовано.
З перемогою Лютневої революції 1917 року був звільнений із в'язниці. Повернувся у Кам'янське, де очолив місцеву організацію РСДРП(б), обирався членом виконавчого комітету Кам'янської Ради робітничих депутатів. У вересні 1917 році на виборах повітового земства у Кам'янському перемогли більшовики, а головою волосної земської управи став Бесєдов. Брав активну участь у встановленні радянської влади у Кам'янському, очолював робітничо-селянську міліцію селища.
У 1918—1919 роках — учасник боїв з австро-німецькими військами; начальник одного з районних відділів міліції міста Москви; член виконавчого комітету Кам'янської Ради робітничих депутатів. У 1919 році служив у лавах Червоної Армії під час боротьби з Денікіним, був членом військового трибуналу.
У 1920—1921 роках — голова виконавчого комітету Кам'янської Ради робітничих, селянських і червоноармійських депутатів, заступник голови Кам'янського районного виконавчого комітету.
З серпня по листопад 1921 року одночасно очолював Дніпровський металургійний завод у Кам'янському, був його першим «червоним директором»
Завод практично не працював, знаходився у жахливому стані і майже весь був розграбований. У зв'язку з розслідуванням крадіжок Бесєдов навіть деякий час перебував під арештом. Потім працював у Катеринославі, де очолював Катеринославську сільськогосподарську кооперацію губернії.
Помер у 1925 році. Похований біля пам'ятника «Прометей» у Кам'янському.